# اليوم العالمي للمتاحف
اليوم العالمي للمتاحف International Museum Day (IMD) هو يوم دولي يقام سنويًا في 18 مايو أو حوالي هذا اليوم، بتنسيق من المجلس الدولي للمتاحف (ICOM). يسلط الحدث الضوء على موضوع محدد يتغير كل عام ليعكس موضوعًا أو قضية ذات صلة تواجه المتاحف على المستوى الدولي. يوفر اليوم العالمي للمتاحف الفرصة لمحترفي المتاحف لمقابلة الجمهور وتنبيههم إلى التحديات التي تواجهها المتاحف، وزيادة الوعي العام بالدور الذي تلعبه المتاحف في تنمية المجتمع. كما أنه يشجع الحوار بين المتخصصين في المتاحف. وتحدد لجنة استشارية من مجلس المتاحف العالمي موضوعا معينا لهذه المناسبة. وبحسب مجلس المتاحف فإن الغاية من هذه المناسبة هي:

## تاريخه
وقع أول يوم للمتحف الدولي في عام 1977، بتنسيق من ICOM. . تم إنشاء اليوم العالمي للمتاحف بعد اعتماد قرار من قبل المجلس الدولي للمتاحف لإنشاء حدث سنوي «بهدف زيادة توحيد التطلعات والجهود الإبداعية للمتاحف ولفت انتباه الجمهور العالمي إلى نشاطهم.» 
في كل عام يتم دعوة المتاحف دوليًا للمشاركة في اليوم العالمي للمتاحف لتعزيز دور المتاحف في جميع أنحاء العالم. يحدث ذلك من خلال الأحداث والأنشطة المتعلقة بالموضوع السنوي.
- تم تبني موضوع سنوي للحدث لأول مرة في عام 1992.
- تم تطوير ملصق دولي من المجلس الدولي للمتاحف لأول مرة في عام 1997، وفي ذلك العام تم تكييفه من قبل 28 دولة.[6]
- في عام 2009، استقطب اليوم العالمي للمتاحف مشاركة 20000 متحف تستضيف فعاليات في أكثر من 90 دولة.
- في عام 2010، شاركت 98 دولة في الاحتفال،
- شاركت 100 دولة في عام 2011،
- شارك 30000 متحف في 129 دولة في عام 2012.
- في عام 2011، تمت ترجمة ملصق اليوم العالمي للمتاحف الرسمي إلى 37 لغة.
- بحلول عام 2014، شارك 35000 متحف من 140 دولة في اليوم العالمي للمتاحف.[7]

## المواضيع السنوية
- 2022 – طاقة المتاحف[8]
- 2021 – مستقبل المتاحف: Recover وReimagine[9]
- 2020 – Museum for Equality: Diversity وInclusion [10]
- 2019 – المتاحف as Cultural Hubs: The Future of Tradition[11]
- 2018 – Hyperconnected museum: New approaches, new publics[12]
- 2017 – المتاحف وContested Histories: Saying the unspeakable in museums[13]
- 2016 – المتاحف والمشهد الثقافي
- 2015 – المتاحف للاستدامة
- 2014 – Museum collections make connections
- 2013 – المتاحف (ذاكرة+ إبداع = تغير اجتماعي)
- 2012 – المتاحف in a changing world. New challenges, new inspirations
- 2011 – المتحف والذاكرة: Objects tell your story[14]
- 2010 – المتاحف for social harmony
- 2009 – المتاحف وسياحة
- 2008 – المتاحف as agents of social change وdevelopment
- 2007 – المتاحف والتراث العالمي
- 2006 – المتاحف وyoung people
- 2005 – المتاحف bridging cultures
- 2004 – المتاحف والتراث الثقافي غير المادي
- 2003 – المتاحف والاصدقاء
- 2002 – المتاحف وعولمة
- 2001 – المتاحف: بناء المجتمعات
- 2000 – المتاحف for peace وharmony in society
- 1999 – Pleasures of discovery
- 1998–1997 – The fight against illicit traffic of ممتلكات ثقافية
- 1996 – Collecting today for tomorrow
- 1995 – Response وresponsibility
- 1994 – خلف الكواليس في المتاحف
- 1993 – المتاحف والسكان الأصليون
- 1992 – المتاحف والبيئة

## روابط خارجية
- International Museum Day, official website
- International Council of Museums, official website